# Cryptus armator
Cryptus armator là một loài tò vò trong họ Ichneumonidae.